# Günther Lemmerer
Pour les articles homonymes, voir Lemmerer.
Günther Lemmerer, né le 4 avril 1952 à Graz, est un lugeur autrichien. Il a notamment gagné trois Coupe du monde de luge à la suite avec Reinhold Sulzbacher pendant les années 1980.